# روسری قرمز
روسری قرمز (به ترکی استانبولی: Al Yazmalım) یک مجموعه تلویزیونی ترکی است که بر اساس رمان صنوبر من در روسری قرمز ساخته چنگیز آیتماتوف و فیلم درام رمانتیک ترکی ۱۹۷۸ دختری با روسری قرمز ساخته شده‌است و از آ تی‌وی پخش می‌شد.

## بازیگران
| بازیگر         | نقش         |
| -------------- | ----------- |
| ازگه ازپیرینچی | آسیه هاس    |
| سچکین اوزدمیر  | ایلیاس آوجی |
| باریش فالای    | جمشید آتش   |
| نسرین جوادزاده | آیچا        |
| اورهان آلکایا  | صالح اوستا  |
| سایگین سویسال  | طاهر        |